# ناصر الشريدة
ناصر سلطان حمزة الشريدة (مواليد 1967 في لواء الكورة، إربد) سياسي أردني يشغل منصبي نائب رئيس الوزراء للشؤون الاقتصادية ووزير دولة لتحديث القطاع العام في حكومة بشر الخصاونة منذ 27 تشرين الأول 2022 كما شغل منصب وزير التخطيط والتعاون الدولي في نفس الحكومة من 12 تشرين الأول 2020 حتى 27 تشرين الأول 2022. قبل ذلك شغل منصب وزير البيئة في حكومة سمير الرفاعي الثانية من 24 تشرين الثاني 2010 إلى 9 شباط 2011. كما تولى منصب رئيس سلطة منطقة العقبة الإقتصادية الخاصة. شغل أيضا منصب رئيس مجلس مفوضية سلطة اقليم البتراء السياحي عام 2009، وأمين عام وزارة التخطيط والتعاون الدولي عام 2006، ومدير مديرية التعاون الدولي في وزارة التخطيط والتعاون الدولي عام 1998.
يحمل شهادة البكالوريوس في الاقتصاد من جامعة اليرموك عام 1988، والماجستير في الاقتصاد من جامعة اليرموك عام 1994.

## المناصب والوظائف
- وزيرالتخطيط والتعاون الدولي في حكومة دولة الدكتور بشر الخصاونة بتاريخ 12/10/2020[3]
- رئيس مجلس مفوضين سلطة منطقة العقبة الاقتصادية الخاصة (حزيران 2016 – شباط 2019).
- رئيس مجلس إدارة شركة المناطق الحرة (حزيران 2011 - حزيران 2016).
- وزير البيئة (تشرين ثاني 2010 – شباط 2011),
- رئيس مجلس مفوضين سلطة إقليم البترا التنموي السياحي (تشرين أول 2009- تشرين أول 2010).
- أمين عام وزارة التخطيط والتعاون الدولي (شباط 2007 – أيلول 2009).
- مدير التعاون الدولي، وزارة التخطيط والتعاون الدولي (أيار 2004 – كانون ثاني 2007).
- مدير التعاون الثنائي، ومدير وحدة الشراكة الأردنية-الأوروبية، ومدير وحدة تنسيق المساعدات الخارجية، وزارة التخطيط (أب 2000 – نيسان 2004).
- مستشار ومنسق برنامج تطوير المشاريع الميكروية والصغيرة، حزمة الأمان الإجتماعي، وزارة التخطيط (كانون ثاني 1998 – تموز 2000).
- مستشار تطوير البرامج التنموية، برنامج الأمم المتحدة الإنمائي (UNDP)، (أيلول 1996- كانون أول 1997).
- مستشار لمعهد التنمية الإقتصادي (Economic Development Institute)، البنك الدولي، عمان (شباط - أيلول 1997).
- مستشار إقليمي في المكتب المسؤول عن برامج التخطيط والتقييم في منظمة الأونروا (UNRWA)، ومدير عام مؤسسة التعاون التنموي (Cooperation for Development) في القدس (تموز 1995 – أب 1996).
- مدير البرامج التنموية، مؤسسة الشرق الأدنى (Near East Foundation)، (أب 1990 – حزيران 1995).
- مساعد بحث وتدريس، جامعة اليرموك، إربد (تموز 1989 – حزيران 1990).
- باحث إقتصادي، مشروع دراسة جيوب الفقر في الأردن، وزارة التنمية الإجتماعية (حزيران 1988 – حزيران 1989).
- كما قام السيد الشريدة خلال خدمته في القطاع العام بتمثيل الحكومة في مجالس الإدارة لعدد من المؤسسات والشركات العامة. حيث ترأس مجالس إدارة كل من شركة تطوير العقبة، وشركة ميناء حاويات العقبة، وشركة إدارة وتشغيل موانئ العقبة، وشركة مطارات العقبة. كما شارك في عضوية مجالس إدارة كل من شركة الخطوط لجوية الملكية، والمجلس الوطني للسياحة، ومؤسسة تشجيع الاستثمار، والمجلس الأعلى للتنظيم، وشركة توليد الكهرباء المركزية، وبنك الإنماء الصناعي، وشركة مصفاة البترول الأردنية، وشركة فندق مطار الملكة علياء، ومعهد مادبا للفسيفساء، وصندوق البحث العلمي، وسلطة المياه، وسلطة وادي الأردن، وشركة مياه الأردن (مياهنا).